# Familjeterapi
Familjeterapi är en form av psykoterapi där man arbetar med hela eller delar av familjer för att lösa problem, bemästra svåra livssituationer och komma vidare i kriser. När ett samlevande par är föremål för terapi kallas detta i regel parterapi.
Familjeterapi bedrivs av personer med specifik utbildning för detta. Familjeterapi kan bedrivas i privat eller offentlig regi. Behandlingen ses som ett gemensamt frivilligt projekt mellan terapeut och familj, där man utgår ifrån överenskomna mål och arbetsformer.
Den teoretiska grunden för familjeterapi har sin utgångspunkt i systemteori och systemteorietiskt synsätt. Det kan till exempel innebära att en förändring i en del av en familj, kan motverkas eller förstärkas av andra delar i familjen. Ett psykoterapeutiskt förändringsarbete kan bli mer verkningsfullt och intensivt om flera personer ur samma familj engageras i processen, tar med sig erfarenheter från gemensamma samtal och arbetar vidare med detta även mellan samtalen.